# Rumfordia guatemalensis
Rumfordia guatemalensis là một loài thực vật có hoa trong họ Cúc. Loài này được (J.M.Coult.) S.F.Blake miêu tả khoa học đầu tiên năm 1928.